# Karl Christoph von Zeuner
Karl Christoph von Zeuner (* 1703 in Stettin (auch: Landskrona); † 19. Januar 1768 in Berlin) war ein preußischer Generalmajor sowie Amtshauptmann von Kossen und Züllichau.

## Leben

### Herkunft
Seine Vorfahre Michael Zeuner wurde am 15. Mai 1613 durch Kaiser Matthias in den Adelsstand erhoben. Karl Christoph war ein Sohn des schwedischen Oberstleutnants Friedrich von Zeuner und dessen Ehefrau Christine Elisabeth, geborene von Sperling († 1721) aus dem Stift Bremen. Sein Bruder Johann Bernhard fiel bei Soor.

### Militärkarriere
Zeuner trat 1718 in das Infanterieregiment „Markgraf Albrecht“ der Preußischen Armee und avancierte zum Premierleutnant. 1740 wurde er als Kapitän in das Infanterieregiment „von Glasenapp“ versetzt. Mit diesem Verband nahm er während des Ersten Schlesischen Krieges an der Schlacht bei Mollwitz. Im Zweiten Schlesischen Krieg wurde Zeuner in der Schlacht bei Hohenfriedberg verwundet und für seine Tapferkeit mit dem Orden Pour le Mérite ausgezeichnet. Bis 1758 stieg er zum Oberst auf.
Während des Siebenjährigen Krieges kämpfte Zeuner 1756/63 in den Schlachten bei Prag, Roßbach, Liegnitz und Reichenbach sowie den Belagerungen von Brieg, Neisse, Prag und Dresden. Zwischenzeitlich hatte ihn König Friedrich II. im Februar 1760 zum Generalmajor befördert und zum Chef des Infanterieregiments „von Lattorff“ ernannt.
Er starb 1768 in Berlin unverheiratet.